# دهه ۱۴۰ (پیش از میلاد)
دهه ۱۴۰ (پیش از میلاد) چهاردهمین دهه قبل از مبدا شروع تقویم میلادی است.